# Cuộc vây hãm Montmédy
Cuộc vây hãm Montmédy là một trận vây hãm trong cuộc Chiến tranh Pháp-Phổ, diễn ra vào năm 1870 ở pháo đài Montmédy trên sông Chiers, cách không xa biên giới Bỉ. Sau khi quân đội Đức tiến hành pháo kích vào pháo đài này, người trấn thủ của Montmédy là tiểu đoàn trưởng Génie Tessier đã đầu hàng Trung tướng Georg von Kameke – người tổng chỉ huy của quân đội Phổ vây hãm pháo đài. Cuộc pháo kích trong vòng 2 ngày của người Đức đã khiến cho phần đất thấp của thị trấn gần như bị hủy hoại. Với chiến thắng dễ dàng này, quân đội Phổ của Kameke đã thu giữ hàng nghìn tù binh và không ít khẩu pháo của Pháp, cùng với một số lượng lớn vật liệu chiến tranh.
Vào ngày 3 tháng 9 năm 1870, sau trận Sedan, một lực lượng thuộc Quân đoàn Vệ binh của Đức – một phần của Tập đoàn quân Maas – đã tiếp cận với Montmédy, nhưng không thể buộc người trấn thủ của pháo đài này phải đầu hàng. Trước tình hình, vị Tổng tư lệnh của Tập đoàn quân Maas đã xuống lệnh cho Quân đoàn Vệ binh, với một lữ đoàn bộ binh cùng với lực lượng kỵ binh và pháo binh cần thiết, đánh chiếm Montmédy. Vào ngày 5 tháng 9, quân đội Phổ đã phát động một cuộc tấn công mạnh mẽ vào Montmédy, gây cháy ở khu vực lân cận thị trấn này. Một lần nữa, người mang cờ ngừng bắn đến yêu cầu Montmédy đầu hàng đã bị quân đội Pháp bắn chết, và cuộc tiến công của người Phổ không thành công. Do tình hình cho thấy là quân Phổ không thể chiếm được Montmédy mà không có sự chuẩn bị chặt chẽ, quân Phổ đã tiếp tục cuộc hành binh tới Paris. Trong khoảng thời gian này, người Đức không phải để tâm tới Montmédy, vốn nằm xa các tuyến hành quân của họ. Nhờ đó, người chỉ huy của pháo đài đã có thể tăng viện cho Tập đoàn quân phía Bắc của Pháp, đồng thời quấy nhiễu các tuyến tiếp tế của quân đội Phổ ở gần Montmédy trong nhiều cuộc giao tranh. Vào ngày 11 tháng 10, pháo đài Montmédy bắt đầu gây chú ý đến người Phổ, do tổ chức một cuộc đột kích vào quân Phổ tại Stenay. Hai bên giao chiến tại Stenay trong đêm ngày 15 – 16 tháng 10, trong đó quân Pháp bị thất trận nhưng thu được nhiều chiến lợi phẩm.
Phải đến sau khi quân đội Đức chiếm được pháo đài Metz, Montmédy mới bị lữ đoàn số 27 của Đức do Đại tá Von Pannewitz chỉ huy cùng với một số đơn vị khác phong tỏa. Vào ngày 16 tháng 11, một số tiểu đoàn của Đức giao tranh với quân Pháp tại Chauvency và Thonelle, đánh đuổi địch thủ về pháo đài. Sau các cuộc giao chiến này, quân đội Đức đã thắt chặt vòng vây của mình. Một số đại đội của Pháp đã tiến hành một cuộc đột vây nhưng bị tiêu diệt. Trong tiến trình của trận vây hãm, Trung tướng Von Kameke cùng với một bộ phận thuộc Sư đoàn Bộ binh số 14 của Đức đã kéo tới Montmédy. Quân Đức cũng ráo riết chuẩn bị cho cuộc pháo kích vào pháo đài này, theo quyết định của Von Kameke. Vào đầu tháng 12, quân Đức đã hoàn tất các bãi đặt pháo, và bắt tay vào việc xây dựng các khẩu đội pháo của mình. Đến đầu ngày 12 tháng 12, các khẩu đội pháo đã sẵn sàng hoạt động: Trong thời tiết tốt, người Đức đã phát động cuộc công pháo từ mọi khẩu đội pháo của mình. Sau một khoảng thời gian ngắn, quân Pháp chống trả mạnh mẽ và cuộc phản pháo của họ đã kéo dài cho đến lúc chạng vạng, rồi bị câm tịt. Vào ngày 13 tháng 12, quân đội Đức tiếp tục pháo kích chậm rãi, và sự công pháo của Đức đã gây thiệt hại lớn cho các ngôi nhà và công trình công sự tại đây. Trước tình hình đó, người Pháp phải tiến hành thỏa thuận đầu hàng, mà một phần là do sự nổi loạn của binh sĩ quân đội đồn trú của Pháp. Ngày hôm sau, pháo đài chịu khuất phục và quân đội Phổ đã tiến vào Montmédy.